# Believe (série de televisão)
Believe  é uma série de televisão dos Estados Unidos de ficção científica e drama fruto da parceria entre Alfonso Cuarón e Mark Friedman para a rede televisiva NBC, com a première realizada em 10 de março de 2014 nos Estados Unidos e a  e a series finale no dia 15 de junho de 2014. No Brasil, a série teve sua estreia no dia 19 de março de 2014, pela Warner Channel.
Em 9 de maio de 2014, a NBC anunciou o cancelamento de Believe ainda durante sua primeira temporada.
Apesar da insistência e de vários protestos e pedidos para NBC retornar com a série, nada mais foi dito desde seu cancelamento.

## Sinopse
A trama se desenvolve em torno da menina órfã Bo (Johnny Sequoyah) que nasceu com habilidades sobrenaturais sobre as quais não apresenta muito controle, como poderes de levitação e o controle da natureza, assim que suas habilidades começam a melhorar, as pessoas que a ajudam devem se voltar para um estranho. Isso os leva a William Tate, um prisioneiro no corredor da morte injustamente condenado, quem eles ajudam a sair da prisão. Apesar de relutante em seu papel de protetor a princípio, os dois eventualmente formam um vínculo que irá ajudá-los, assim como outros, enquanto tentam ficar sempre um passo a frente das pessoas que tentam pegar a garota. E essa conexão entre Bo e Tate pode ser maior do que eles mesmos imaginam.

## Recepção
Believe teve recepção mista por parte da crítica especializada. Com base de 25 avaliações profissionais, alcançou uma pontuação de 55% no Metacritic.

## Elenco e personagens

### Principais
- Johnny Sequoyah como Bo Adams – Uma garota com um dom extraordinário com o poder de mudar o mundo. Ela era uma das pacientes mais promissoras, nascida e criada na Orchestra e demonstra poderes psíquicos e extraordinários herdados de sua mãe, Nina. Para o governo, a existência de Bo é altamente confidencial, propriedade do governo da defesa nacional. Winter é a única pessoa que Bo sabe que pode confiar, e ela também o considera como a pessoa mais próxima de sua família, posteriormente ela desenvolve um forte vínculo com Tate após ele repetidamente arriscar sua vida e liberdade com ela.
- Jake McLaughlin como William Tate, Jr. – Um prisioneiro no corredor da morte em uma prisão de segurança nacional, Tate está desgastado após sete anos de prisão e a dolorosa perda de seu amor Nina Adams (sem saber que Skouras a forçou a terminar o seu relacionamento). Tate tem recorrentes problemas de raiva, gerando um histórico de violência e problemas com a lei. Minutos após sua condenação por dois crimes de homicídio qualificado (das quais ele é inocente, sendo delatado por seus amigos durante o assalto, algo que ele afirmava repetidamente, mas ninguém acreditava), Winter (disfarçado de padre) o visita e oferece uma chance de liberdade se ele concordar em proteger Bo. Tate relutantemente aceita a ajuda dele, e vira o protetor de Bo. No início, não sabia que ele era o pai de Bo (algo que a equipe de Winter, o Projeto Orchestra e o FBI já sabiam), mas Winter posteriormente o encoraja para contar a Bo – enquanto a notícia parece inacreditável, ele sente que de alguma maneira ele já sabia disso. Com esses acontecimentos, ele se torna uma figura paterna mais gentil e solidária.
- Delroy Lindo como Dr. Milton Winter – Um cientista astuto e brilhante e ex-líder de uma organização sombria responsável por proteger indivíduos com poderes raros e incríveis. Ele é um amigo à longa data de Skouras, e agora inimigo mortal. Ele é dedicado a proteger Bo de Skouras e o exército de capangas que ele contrata. No início, Winter e suaequipe costumavam trabalhar no Projeto Orchestra ao lado de Skouras, e Winter criou Bo nas dependências desde a infância. Em algum ponto do processo, Winter e toda sua equipe desertaram a Orchestra, levando Bo, e iniciando uma corrida contra seus inimigos. Winter também falsificou sua morte, e a partir desse momento começou a proteger Bo. De acordo com seu passado, ele trabalhou na DARPA e no MIT, e foi um agente psicólogo da  CIA.
- Kyle MacLachlan como Dr. Roman Skouras – Um geneticista mundialmente famoso e líder da Orchestra – um projeto sancionado pelo governo e classificado como confidencial com o objetivo de armar indivíduos com habilidades psíquicas, financiado pela Skouras Worldwide. Ele é admirado por muitas pessoas por seu trabalho, e é um humanitário muito premiado, apesar que outros sabem que ele só se importa com suas próprias ideias e faz de tudo para atingir seus objetivos. Skouras é um homem muito poderoso que coopera com o governo dos Estados Unidos para prender Tate e recuperar Bo ilesa. Ele subsequentemente emprega assassinos, contrata mercenários e usa todos recursos ao seu alcance para recuperar a menina prodígio e  devolvê-la à  Orchestra. Ele afirma que é o único agindo para proteger Bo e a oferecer uma orientação adequada para a talentosa menina, mas na verdade ele quer transformar as habilidades de Bo em uma arma militar. Seus nefastos esquemas custam a sua amizade com Winter que, com sua equipe, foge com Bo, já que os objetivos de Skouras colocariam a garota em perigo. O estranho comportamento de Skouras e métodos questionáveis (que, em grande parte são causados por pressão militar, que o colocam sobre constante pressão para entregar uma arma que ele havia prometido) levam seus outros pesquisadores a duvidar de suas verdadeiras intenções. De acordo com seu passado, seus pasi se chamam Evelyn e Ronald, e nasceu em Oak Park, Illinois em 1 de Dezembro de 1954. Segundo Winter, o segredo mais profundo de Skouras é que ele estabeleceu outro programa, um também programa secreto para outros telepatas; ele planeja usar seus telepatas para construir seu próprio exército psíquico.
- Jamie Chung como Janice Channing – Membro da equipe de Winter e uma fugitiva da Orchestra. Dedicada, forte e de temperamento forte, Channing é dedicada a proteger Bo. Ela frequentemente se opõe a Tate, duvidando abertamente de sua lealdade e sente que Tate não vai conseguir se dar bem com Bo – Channing se vê como uma figura materna para Bo, e acredita que ela seria a melhor opção para proteger a menina, apesar que ela depois aceita Tate como uma figura paterna. No passado, ela era uma lutadora e chefe de segurança da Orchestra – ela trabalhou no Campus da Orchestra para Skouras durante vários anos, contratada para efetivamente manter Bo lá dentro. Mais tarde ela desertou a organização para recuperar Bo.